# Лариса (областна единица)
Вижте пояснителната страница за други значения на Лариса.
Лариса е ном в Гърция, част от административна област Тесалия. Лариса е с население от 282 447 жители (2005 г.) и обща площ от 5381 км². Някои номи с които граничи са Кожани на северозапад и Пиерия на североизток. На изток граничи с Егейско море.